# Salcito
Salcito ist eine italienische Gemeinde (comune) in der Provinz Campobasso in der Region Molise und hat 633 Einwohner (Stand 31. Dezember 2023). Die Gemeinde liegt etwa 24,5 Kilometer nordnordwestlich von Campobasso und grenzt unmittelbar an die Provinzen Chieti (Abruzzen) und Isernia. Der Trigno begrenzt die Gemeinde im Nordosten.

## Verkehr
Entlang des Trigno verläuft die Strada Statale 650 di Fondo Valle Trigno von Isernia nach San Salvo.